# Babysitter Wanted

Babysitter Wanted est un film d'horreur américain réalisé par Jonas Barnes et Michael Manasseri en 2008 avec Matt Dallas et Sarah Thompson.

## Synopsis
La jolie Angie, qui a reçu une éducation catholique par sa mère, devient indépendante le jour où elle rentre à la fac. Sa vie change alors en quelques jours : elle tombe amoureuse du beau Rick et trouve un petit boulot de babysitter pour le couple Stanton.
Mais lors de son premier jour de travail avec l’étrange bambin Sam, elle est victime de mystérieux appels anonymes et d’un terrifiant rôdeur. Et alors que Rick et le sheriff Dinneli viennent à sa rescousse, elle ne se doute pas que le danger n’est peut-être pas là où elle pense...

## Distribution
- Sarah Thompson : Angie Albright
- Matt Dallas : Rick
- Bruce Thomas : Jim Stanton
- Kristen Dalton : Violet Stanton
- Bill Moseley : Sherif Dinneli
- Nana Visitor : Linda Albright
- Kai Caster : Sam Stanton
- Monty Bane : Père Nicoletta
- Brett Claywell : Hal
- Jillian Schmitz : Erica
- Mélanie Foucherat : La maitresse de Matt Dallas